# Karl Eberhardt (Politiker)
Karl Eberhardt (* 19. April 1887 in Stettin; † 7. März 1973 in Neustadt bei Coburg) war ein deutscher Jurist und Politiker (FDP). Er war von 1950 bis 1958 Abgeordneter des Bayerischen Landtages und dort von 1954 bis 1958 Vorsitzender der FDP-Landtagsfraktion.

## Leben
Nach dem Abitur 1905 am Stadtgymnasium in Stettin studierte Eberhardt Rechtswissenschaft an den Universitäten in Königsberg, München, Berlin und Greifswald. Er legte 1908 das Erste Juristische Staatsexamen ab und wurde im gleichen Jahr mit dem Dissertationsthema Deutsche Kommunalverbände im Auslande. Eine historisch-dogmatische Studie zum Doktor der Rechte promoviert. Nach Ablegung des Zweiten Juristischen Staatsexamens praktizierte er ab 1913 als Rechtsanwalt in Stettin.
Während des Ersten Weltkrieges wurde Eberhardt von 1915 bis 1918 als Kaiserlich-Deutscher Richter an das Bezirksgericht Łódź abgeordnet. Von 1918 bis 1922 war er Direktor des Deutschen Landwirtschaftlichen Genossenschaftsverbandes sowie Direktor der ihm angeschlossenen Bank, danach bis 1923 Vorstandsmitglied der Raiffeisenorganisation in Posen. Ab 1924 war er wieder als Rechtsanwalt in Stettin tätig und erhielt auch die Zulassung als Notar.
Im Zuge der Deutschen Besetzung Polens im Zweiten Weltkrieg wurde Eberhardt als Verwaltungsjurist und Richter im Generalgouvernement eingesetzt. Er war ab 1940 als Rechtsreferent in der Hauptabteilung Wirtschaft in Krakau tätig, ehe er im Mai 1941 vom Reichsjustizministerium als Richter an das Deutsche Obergericht für den „Distrikt Krakau“ abgeordnet wurde. Von Februar 1943 bis 1945 wirkte er als Referent in der Hauptabteilung Justiz des Generalgouvernements.
Nach dem Kriegsende siedelte Eberhardt nach Westdeutschland über und ließ sich in Neustadt bei Coburg nieder, wo er im September 1945 von der US-amerikanischen Militärregierung als Amtsgerichtsrat bestellt wurde. Von August 1946 bis zu seinem Ausscheiden aus dem Dienst im Februar 1950 wirkte er als Richter am Amtsgericht Neustadt bei Coburg. Im Anschluss war er als Rechtsanwalt in seiner Heimatstadt tätig.
Eberhardt trat in die FDP ein und betätigte sich politisch. Bei den Landtagswahlen 1950 und 1954 wurde er jeweils über den Wahlkreis Oberfranken in den Bayerischen Landtag gewählt, dem er bis 1958 angehörte. Im Parlament war er von 1950 bis 1954 Mitglied des Ausschusses für Angelegenheiten der Heimatvertriebenen und Kriegsfolgegeschädigten sowie des Ausschusses für Besoldungsfragen, von 1954 bis 1958 Mitglied des Zwischenausschusses und von 1955 bis 1958 Mitglied des Ausschusses für Verfassungs- und Rechtsfragen sowie des Ausschusses zur Information über Bundesangelegenheiten. 1954 wurde er im Landtag zum Vorsitzenden der FDP-Landtagsfraktion gewählt.
Karl Eberhardt war verheiratet mit Hela, geborene Richter. Das Ehepaar hatte drei Kinder.

## Ehrungen und Auszeichnungen
- 1957: Großes Verdienstkreuz der Bundesrepublik Deutschland[1]
- 1959: Bayerischer Verdienstorden[1]